# Farlowella nattereri
Farlowella nattereri är en fiskart som beskrevs av Steindachner, 1910. Farlowella nattereri ingår i släktet Farlowella och familjen Loricariidae. Inga underarter finns listade i Catalogue of Life.